# Antarcella atava
Antarcella atava is een soort in de taxonomische indeling van de Amoebozoa. Deze micro-organismen hebben geen vaste vorm en hebben schijnvoetjes. Met deze schijnvoetjes kunnen ze voortbewegen en zich voeden. Het organisme komt uit het geslacht Antarcella en behoort tot de familie Arcellidae. Antarcella atava werd in 1914 ontdekt door Collin.